# Bicellaria pectinipennis
Bicellaria pectinipennis är en tvåvingeart som först beskrevs av Oldenberg 1924.  Bicellaria pectinipennis ingår i släktet Bicellaria och familjen puckeldansflugor. Inga underarter finns listade i Catalogue of Life.